# Simon V de Montfort
 (mars 2021).
Si vous disposez d'ouvrages ou d'articles de référence ou si vous connaissez des sites web de qualité traitant du thème abordé ici, merci de compléter l'article en donnant les références utiles à sa vérifiabilité et en les liant à la section « Notes et références ».
Pour les articles homonymes, voir Simon de Montfort.
Simon V (ou VI) de Montfort, né vers 1208 et mort le 4 août 1265, 6e comte de Leicester et comte de Chester, noble d'origine française, il est l'un des grands barons anglais qui s'opposèrent à son beau-frère le roi d'Angleterre, Henri III, lors de la seconde guerre des Barons.

## Biographie

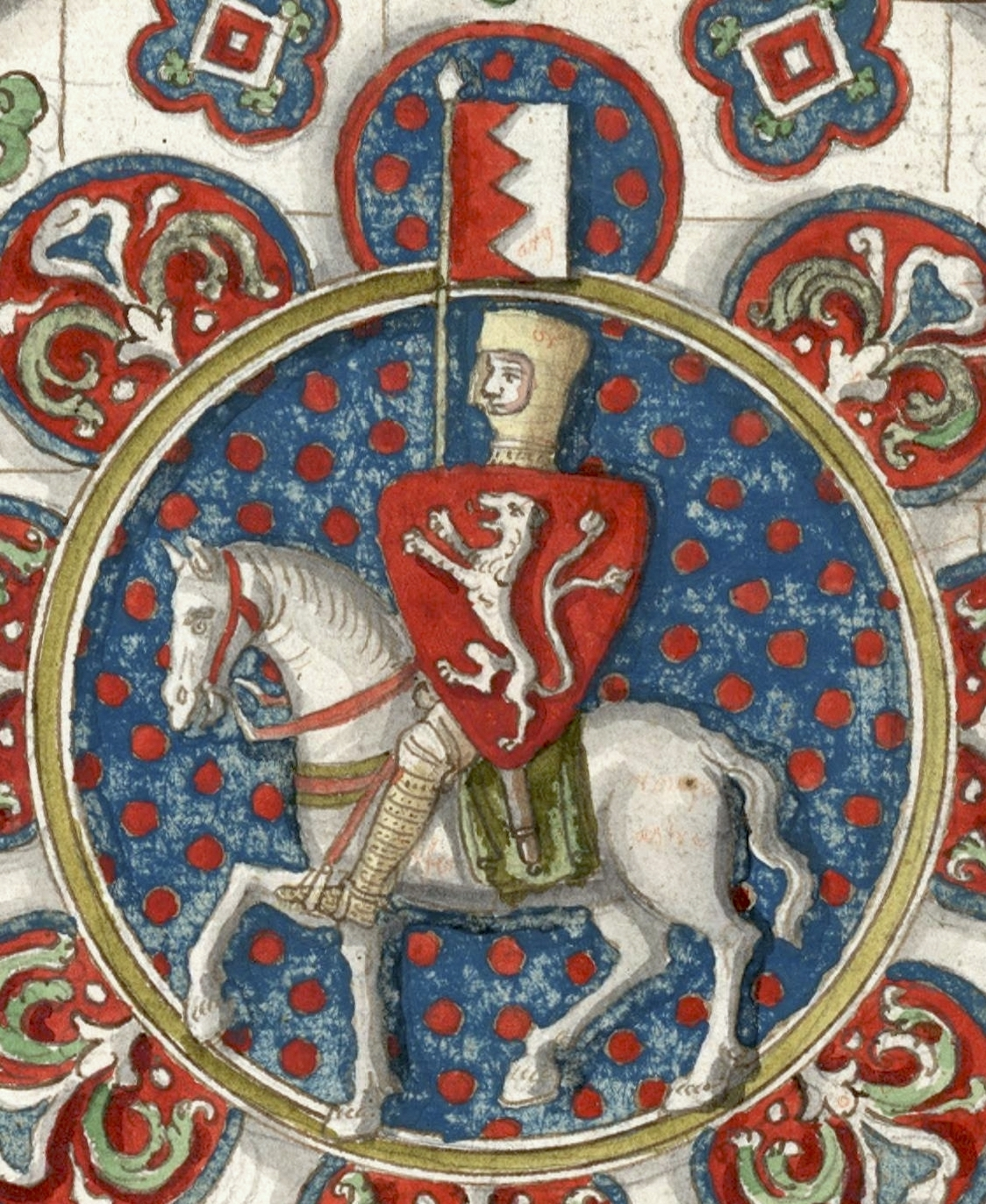
Simon V de Montfort, sur un vitrail de la cathédrale de Chartres.

Il est le fils de Simon IV de Montfort (ou V de Montfort), qui était devenu comte de Toulouse lors de la croisade des albigeois.
Alors que son frère aîné Amaury reste sur le continent, Simon V, le cadet, part pour l'Angleterre où leur grand-mère Amicie de Beaumont, dame de Leicester, est l'héritière de la moitié du comté de Leicester et d'un droit au titre de sénéchal d'Angleterre.
Il épouse secrètement, en 1238, Aliénor d'Angleterre (1215-1275), fille de Jean sans Terre. Aliénor a été mariée précédemment à Guillaume le Maréchal, 2e comte de Pembroke, et a fait vœu de chasteté à sa mort, un vœu qu'elle brise en épousant Simon. Une fois réconcilié avec sa sœur, le roi Henri III reconnaît Simon comme comte de Leicester mais les deux hommes sont souvent en désaccord. 
Appelé à gérer les affaires de son roi en Aquitaine, Simon V de Montfort participe à la bataille de Taillebourg en 1242. En tant que sénéchal de Guyenne, il se montre brutal pour réprimer les excès des seigneurs gascons ou des factions rivales, comme celle de l'émeute de 1249 à Bordeaux qui opposa les Colom au Soler. 
Il fait construire, sur le plus haut tertre de l'actuel Cubzac-les-Ponts, ce qui est considéré comme l'une des toutes premières bastides anglaises en Aquitaine. Intéressante par sa conception et conçue sur un mode de fonctionnement autarcique, elle ne prend pas son essor en raison de plusieurs facteurs et est rapidement dépassée par une petite sauveté voisine, celle de Saint-André, le futur Saint-André-de-Cubzac, dont le développement économique repose depuis toujours sur l'ouverture et les échanges régionaux.
Comme son père, Simon est un soldat rude, ainsi qu'un administrateur capable. Sa dispute avec Henri III vient notamment de la détermination du roi à ignorer le mécontentement grandissant dû entre autres à la famine. En 1258 à Oxford, au faîte de sa renommée, il joue un rôle clé lors de la reconnaissance par le roi des Provisions d'Oxford, souvent considérées comme la première Constitution anglaise. Le fils du roi, le futur Édouard Ier d'Angleterre, sympathise au départ avec la cause de Simon, mais plus tard les deux deviennent des ennemis, et les Provisions d’Oxford, que le roi avait juré de maintenir, sont cassées sur ordre du pape en 1261.

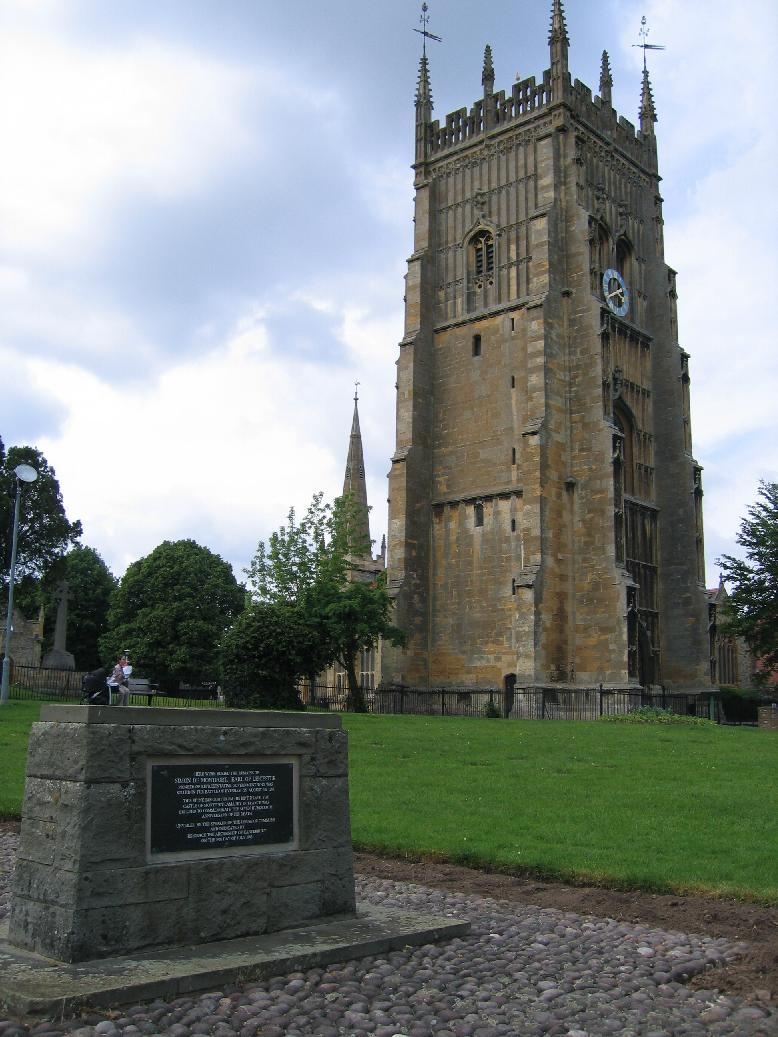
Tombe de Simon de Montfort à Evesham.

Simon de Montfort est le meneur de la révolte des barons contre Henri III. Avec l'aide des archers gallois, ses troupes vainquent les forces royales lors de la bataille de Lewes en 1264, capturant le prince Édouard Ier. Aussi parvenu au pouvoir en maintenant en captivité la famille royale, il entame un vaste chantier de réforme politique visant à attribuer une plus grande représentation à la masse des modestes chevaliers.
Mais le prince Édouard échappe à ses gardiens chevaliers en prétextant tester les capacités du meilleur coursier. Il rallie à la cause royale opprimée les barons de l'Ouest et du Nord anglais, lesquels possèdent des troupes aguerries. Simon de Montfort est défait et tué à la bataille d'Evesham en 1265, son corps est atrocement mutilé. Sa famille est exilée, mais le prince Édouard, gardant l'admiration de l'oncle qui l'avait formé au combat et initié au champ politique, permet qu'on érige sur place un tombeau. Ce sanctuaire devient rapidement un lieu de pèlerinage et Simon est considéré comme un saint, non seulement par la population locale, mais par l'ensemble de l'Angleterre quelques décennies plus tard.

## Héritage et postérité
Simon V et Aliénor auraient en tout eu sept enfants :
- Henri de Montfort (novembre 1238 - 4 août 1265), tué à la bataille d'Evesham peu avant son père ;
- Simon de Montfort (avril 1240 - 1271), mort à Sienne ;
- Amaury de Montfort (1242 ou 1243 - 1300), chanoine d'York ;
- Guy de Montfort (1244-1288) (en), comte de Nola, marié à Margherita Aldobrandeschi de Soana, mort à Messine ;
- une fille, peut-être nommé Jeanne, née et morte à Bordeaux entre 1248 et 1251 ;
- Richard de Montfort (1252-1266) ;
- Aliénor/Éléonore de Montfort (1258-1282), mariée au prince gallois Llywelyn le Dernier, prince de Gwynedd.

Simon de Montfort a donné son nom à plusieurs institutions anglaises comme l'université et le hall, tous deux à Leicester. Un mémorial est érigé dans le parc à Evesham où se trouvait le grand autel de l'abbaye, construit en pierre importée de Montfort-l'Amaury.